# Dáfni (Achaïe)
Pour les articles homonymes, voir Dafni (homonymie).
Dáfni (grec moderne : Δάφνη) est une localité située dans le dème de Kalávryta, dans le district régional d'Achaïe, dans la périphérie de Grèce-Occidentale, en Grèce.
Selon le recensement de 2021, elle compte 484 habitants.